# J・T・ウォルシュ
ジェームズ・トーマス・パトリック・ウォルシュ（英語: James Thomas Patrick Walsh / J. T. Walsh, 1943年9月28日 - 1998年2月27日）はアメリカ合衆国の俳優。

## 来歴・生涯
サンフランシスコ出身。ロードアイランド大学在学中から多くの学生劇に出演。大学卒業後、ソーシャルワーカー、百科事典のセールスマン、中学校教師などの職を経て、1974年、31歳の時に本格的に俳優へ転身。オフ・ブロードウェイで幾多の舞台を重ね、デヴィッド・マメットにその才能を見い出されて活躍の場を広げ、1984年にはブロードウェイに進出、高い評価を得る。
1983年には映画デビュー。1987年の『グッドモーニング、ベトナム』で注目を集め、存在感ある脇役としての地位を確立し、多くの大作、話題作に出演。特に90年代に入ってからの活躍は目覚ましく、鋭い目つきとふてぶてしい顔立ちから、悪役や政治家や財界人などの権力者の役が多かったが、それを逆手にとり、善人や気弱な男の役も巧みにこなした。
『恋愛小説家』でアカデミー主演男優賞に輝いたジャック・ニコルソンが、マイルス・デイヴィスやロバート・ミッチャムなどの偉大な人物たちとともに、過去に共演したJ・T・ウォルシュの名前を挙げ、「この賞を捧げる」とスピーチした。
1998年、ウォルシュは胸の痛みを訴え、レモングローブのオプティマム健診センター宿泊所で心電図検査を受けた。受診中に意識を失い、すぐにカリフォルニア州ラメーサの総合病院に転送されたが、1998 年 2 月 27 日心臓発作のため５４歳の若さで亡くなった。
訃報を受けて、『アフュー・グッドメン』や『ホッファ』でウォルシュと共演した俳優のジャック・ニコルソンはウォルシュに対してお悔やみの言葉を捧げた。

## 主な出演作品

### 映画
日本語吹替は主に池田勝、仲野裕がつとめていた。
| 公開年 | 邦題 原題                                                  | 役名                                 | 備考           |
| ------ | ---------------------------------------------------------- | ------------------------------------ | -------------- |
| 1985   | ガラスのファミリー The Beniker Gang                        | ストッダード校長                     |                |
| 1985   | 殺意 Right to Kill?                                        | エクワース                           | テレビ映画     |
| 1986   | ハンナとその姉妹 Hannah and Her Sisters                    | エド                                 |                |
| 1986   | キングの報酬 Power                                         | ジェローム・ケード                   |                |
| 1987   | ティンメン/事の起こりはキャデラック Tin Men                | ウィング                             |                |
| 1987   | スリル・オブ・ゲーム House of Games                        | ビジネスマン                         |                |
| 1987   | グッドモーニング, ベトナム Good Morning, Vietnam           | ディッカーソン曹長                   |                |
| 1988   | テキーラ・サンライズ Tequila Sunrise                       | マグワイアDEA捜査官                  |                |
| 1988   | ケビン・ベーコンの ハリウッドに挑戦!! The Big Picture      | アレン                               |                |
| 1989   | ベルーシ/ブルースの消えた夜 Wired                          | ボブ・ウッドワード                   |                |
| 1989   | 晩秋 Dad                                                   | サンタナ                             |                |
| 1990   | ホワイ・ミー? Why Me?                                      | フランシス                           |                |
| 1990   | クレイジー・ピープル Crazy People                          | ダッカー                             |                |
| 1990   | グリフターズ/詐欺師たち The Grifters                       | コール                               |                |
| 1990   | カナディアン・エクスプレス Narrow Margin                   | マイケル・ターロウ                   |                |
| 1990   | ミザリー Misery                                            | ダグラス                             | クレジットなし |
| 1990   | ロシア・ハウス The Russia House                            | クイン                               |                |
| 1991   | アイアン・メイズ/ピッツバーグの幻想 Iron Maze              | ジャック                             |                |
| 1991   | バックドラフト Backdraft                                   | マーティ・スウェイザク市会議員       |                |
| 1991   | ディフェンスレス/密会 Defenseless                          | スティーヴン                         |                |
| 1992   | ア・フュー・グッドメン A Few Good Men                      | マシュー・アンダーソン・マーキンソン |                |
| 1992   | ホッファ Hoffa                                             | フランク・フィッツシモンズ           |                |
| 1993   | 山猫は眠らない Sniper                                      | チェスター                           |                |
| 1993   | ローデッド・ウェポン1 Loaded Weapon 1                      | フロント係                           |                |
| 1993   | レッドロック/裏切りの銃弾 Red Rock West                    | ウェイン・ブラウン                   |                |
| 1993   | ニードフル・シングス Needful Things                        | ダンフォース・キートン3世            |                |
| 1993   | モーニング・グローリー 輝ける朝 Morning Glory              | リース・グッドロー                   |                |
| 1994   | ハード・チェック Blue Chips                                | ハッピー                             |                |
| 1994   | 甘い毒 The Last Seduction                                  | フランク・グリフィス                 |                |
| 1994   | 依頼人 The Client                                          | ジェイソン・マクスーン               |                |
| 1994   | 精神分析医J Silent Fall                                    | ミッチ・リヴァース                   |                |
| 1994   | 34丁目の奇跡 Miracle on 34th Street                        | エド・コリンズ                       |                |
| 1995   | ファイナル・ロック Sacred Cargo                            | スタニスラフ神父                     |                |
| 1995   | アウトブレイク outbreak                                    | 大統領補佐官                         | クレジットなし |
| 1995   | ベビーシッター The Babysitter                              | ハリー・タッカー                     |                |
| 1995   | ブルーナイトロード Black Day Blue Night                    | ジョン・クイン                       |                |
| 1995   | ニクソン Nixon                                             | ジョン・アーリックマン               |                |
| 1996   | エグゼクティブ・デシジョン Executive Decision              | マヴロス上院議員                     |                |
| 1996   | アリバイ The Little Death                                  | テッド・ハノン                       |                |
| 1996   | スリング・ブレイド Sling Blade                             | チャールズ                           |                |
| 1996   | ギャング・イン・ブルー Gang in Blue                        | ウィリアム                           | テレビ映画     |
| 1996   | 判決/クライム・オブ・ザ・センチュリー Crime of the Century | ノーマン                             | テレビ映画     |
| 1996   | 監視 Persons Unknown                                       | ケイク                               |                |
| 1997   | ブレーキ・ダウン Breakdown                                 | ウォーレン・バー                     |                |
| 1997   | HOPE/愛が生まれる町 Hope                                   | レイ・パーシー                       | テレビ映画     |
| 1998   | 交渉人 The Negotiator                                      | テレンス・ニーバウム                 |                |
| 1998   | カラー・オブ・ハート Pleasantville                         | ビッグ・ボブ                         |                |
| 1998   | ダブル・クライム Hidden Agenda                             | ジョナサン                           |                |

### テレビシリーズ
| 放映年    | 邦題 原題               | 役名                 | 備考         |
| --------- | ----------------------- | -------------------- | ------------ |
| 1995      | Xファイル X File        | Leo Brodeur          | 1エピソード  |
| 1996-1997 | ダークスカイ Dark Skies | フランク・バック大佐 | 19エピソード |